# Где соприкасаются руки
«Где соприкасаются руки» (англ. Where Hands Touch) — британский военный романтический фильм режиссёра и сценаристки Аммы Асанте.
Премьера состоялась на Кинофестивале в Торонто 9 сентября 2018 года. Фильм был выпущен кинотеатрами в Соединённых Штатах 14 сентября 2018 года кинокомпанией Vertical Entertainment.

## Сюжет
Германия, 1944 год. 15-летняя Лейна, дочь немки и чернокожего француза, живёт в страхе из-за своего цвета кожи. Однажды она встречает Лутца, сына влиятельного офицера СС и члена гитлеровской молодёжи. Несмотря на то, что они разные, между героями завязывается нежная дружба. Сможет ли Лейна найти союзника и защитника в лице Лутца и избежать зверской расправы со стороны нацистов? Нет: её отправляют в лагерь смерти, где Лутц работает охранником. Воспользовавшись суматохой во время налета авиации Союзников, он пытается устроить ей побег, но в процессе его убивают, а Лейну, к тому времени уже беременную, спасают американские солдаты.

## Актёрский состав
- Амандла Стенберг — Лейна
- Джордж Маккей — Лутц
- Эбби Корниш — Кирстен
- Кристофер Экклстон
- Том Свит

## Производство
Основная часть съёмок фильма началась в ноябре 2016 года в Бельгии и завершились в декабре этого же года на острове Мэн. 20 мая 2017 года Sony Pictures Worldwide Acquisitions приобрела права на распространение фильма в нескольких странах, за исключением некоторых европейских стран и Австралии. Vertical Entertainment распространяет фильм в США.